# 리스구

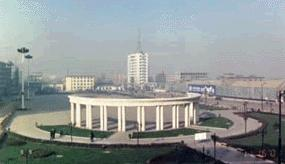

리스구(한국어: 이석구, 중국어: 离石区, 병음: Líshí Qū)는 중화인민공화국 산시성 뤼량시의 행정구역이다. 넓이는 1323km2이고, 인구는 2007년 기준으로 270,000명이다.

## 행정 구역
7개 가도, 2개 진, 3개 향을 관할한다.
- 가도: 滨河街道, 凤山街道, 莲花池街道, 城北街道, 田家会街道, 交口街道, 西属巴街道
- 진: 吴城镇, 信义镇
- 향: 红眼川乡, 枣林乡, 坪头乡